# 吉田万三
吉田 万三（よしだ まんぞう、1947年（昭和22年）9月19日 - ）は、日本の政治家、社会運動家である。第5代東京都足立区長。歯科医師。
特定医療法人健和会蒲原歯科診療所長、全日本民主医療機関連合会（全日本民医連）副会長、中央社会保障推進協議会（中央社保協）代表委員などを歴任。

## 来歴

### 生い立ち
東京都目黒区生まれ。東京都立大学附属高等学校、北海道大学歯学部卒業。高校時代に日本民主青年同盟に加盟した。北大歯学部卒業後、歯科医院勤務を経て、1979年に八丈町・八丈島で歯科医院を開業した。1983年、足立区で蒲原（かばら）歯科診療所を開業。訪問歯科医療を先駆的に取り組んだ。

### 足立区長
1996年、無所属（日本共産党・新社会党推薦）で足立区長選挙に出馬。保守陣営の分裂による複数候補の擁立や、旧足立区役所跡地の再開発をめぐり区民から保守派への反発が強まっていたため、区政批判に乗る形で初当選を果たした。吉田は足立区長就任後、公約の通り旧区役所跡地に建設が予定されていた大型ホテル（東急ホテル）の計画を中止させ、高齢者福祉の拡充をめざした。しかし足立区議会の与党は日本共産党のみ（新社会党は足立区議会に議席を有さなかった）であったため、3年間の足立区長在任中は終始苦しい議会運営を迫られた。
1999年、統一地方選挙を間近に控え、足立区議会が吉田の不信任決議案を提出し、賛成多数で可決した。このため吉田は区議会を解散したが、区議選を経ても少数与党の情勢は変わらず、区長を失職した。出直し選挙に再度、日本共産党・新社会党の推薦を受けて出馬したが、自民・民主・公明・自由4党が推薦する元助役の鈴木恒年に敗れた。2003年の足立区長選挙にも出馬したが、鈴木恒年に再度敗れている。

### 2007年東京都知事選挙への出馬
2006年10月、2007年4月の東京都知事選挙に出馬する意向を表明した。革新都政をつくる会を確認団体にし、同会に参加する唯一の政党である日本共産党から推薦を受けて無所属で出馬したが、3選を目指した現職の石原慎太郎に敗れ、次点の前宮城県知事・浅野史郎に次ぐ全立候補者14人中3位（62万9549票、得票率11.43%で供託金没収は無し）で落選した。当初は「自分より幅広く結集できる候補者がいれば、自分は出馬を辞退してその人を支援してもよい」と、共産党以外の党を含めた統一候補の擁立にも前向きであったが、民主党からは明確に共闘を拒否された。「都民のハートに火をつける会」ほか、民主・社民2党が推薦する浅野史郎を「反石原」の統一候補にするため、吉田に出馬の辞退を求めてきた勢力もあったが、吉田は浅野が掲げる政策や主張、宮城県政における姿勢が「自民党や石原慎太郎知事と何ら変わりがない」として出馬の辞退を拒否した。

### 2011年足立区長選挙への出馬
2011年5月、足立区長選挙に日本共産党の推薦を受けて無所属で出馬したが、自民・公明両党の推薦を受けた現職の近藤弥生足立区長に約14万票の大差をつけられ、惨敗した。

### 2014年東京都知事選挙
2014年東京都知事選挙では、元日本弁護士連合会会長の宇都宮健児への支持を表明したが、宇都宮は舛添要一に敗れ、次点で落選した。

## 2007年東京都知事選挙における公約
- オリンピック招致中止
- 新銀行東京への都出資金の見直し
- 高齢者の医療費負担を2割に押さえ、中学生以下の児童の医療費の無料化
- 築地市場の豊洲移転を見直し
- 高速道路3環状道路（首都高速中央環状線、東京外環自動車道、首都圏中央連絡自動車道）の建設凍結
- 日の丸・君が代の強制を改める
- 大型デパートやチェーン店の出店を規制（中小企業対策）

## 親族
父は元全日本産業別労働組合会議（産別）議長で日本共産党幹部会の名誉委員を経験した吉田資治。

## 共産党批判
いわゆる松竹伸幸・鈴木元除名問題以降、両名と親交がある吉田は、松竹の裁判支援の集会や日本共産党のあり方を考える集会などに参加し、同党への批判を強めている。吉田は、日本共産党による松竹除名を「若者・ばか者・よそ者の声を聴かない中小企業の社長のようなもの」と批判している。